# Delta Chi
Delta Chi (ΔΧ) ist eine internationale Fraternity (dt. Studentenverbindung), die am 13. Oktober 1890 an der Cornell University gegründet wurde, zunächst als professional fraternity (dt. Berufsverbindung) für Jurastudenten. Am 30. April 1922 wurde Delta Chi zu einer Studentenverbindung mit allgemeiner Mitgliedschaft, wobei die Mitgliedschaft für alle Studienrichtungen geöffnet wurde. Delta Chi ist Gründungsmitglied der North-American Interfraternity Conference (NIC). Im Herbst 2019 hat Delta Chi mehr als 116.000 Mitglieder in über 110 Chapters und Colonies sowie 34 Alumni-Kapiteln aufgenommen. Der Hauptsitz befindet sich in Indianapolis, Indiana.

## Geschichte

### Gründungszeit
Nach Angaben von Frederick Moore Whitney arbeiteten im Frühjahr 1889 zwei oder drei Gruppen an der Idee einer neuen juristischen Fraternity. Nach den Klassenwahlen fanden Treffen in der Wohnung von Myron Mckee Crandall und in der Anwaltskanzlei von Monroe Marsh Sweetland statt.
Im Laufe des Sommers 1890 wurden viele Details der Organisation von Myron Mckee Crandall ausgearbeitet, der bis nach Schulbeginn in Ithaca geblieben war. 
Am Abend des 13. Oktober 1890 gründeten sechs Studenten der juristischen Fakultät im Zimmer eines Bruders die Delta Chi Fraternity. Im Protokoll dieser Versammlung heißt es: „Charter granted to Cornell Chapter“, was darauf hindeutet, dass von Anfang an die Absicht bestand, eine nationale Fraternity zu gründen.

### Doppelmitgliedschaften verboten
Im Jahr 1909 nahm der 15. Konvent von Delta Chi in Ithaca, New York, eine Satzungsänderung an, die die Doppelmitgliedschaft in mehreren Studentenverbindungen verbot. Als Berufsjuristenverbindung hatte Delta Chi ursprünglich Mitglieder anderer allgemeiner Verbindungen zugelassen. Die Änderung der Satzung führte daher zum Verlust der Chapter (dt. Abteilung) in New York Law, West Virginia, Northwestern und der Washington University in St. Louis.

### Allgemeine Fraternity
Während des Ersten Weltkriegs brach die Mehrheit der Mitglieder der aktiven Chapter ihr Studium ab und meldete sich bei den Streitkräften. Die Chapterhäuser waren fast menschenleer, und ein Kongress im August 1917 wurde ausgelassen. Nach Ende des Krieges kehrten die Mitglieder an die Universitäten zurück, um ihr Studium zu beenden. Die Finanzen der Chapter waren im Allgemeinen in einem schlechten Zustand, ebenso wie die Häuser. Viele Chapter versuchten, die Rekrutierungsbeschränkungen zu überwinden, indem sie Männer aufnahmen, die nicht die Absicht hatten, Jura zu studieren.
Ab 1919 wurde auf dem 20. Kongress in Minneapolis die Frage der Umwandlung in eine general fraternity (dt. allgemeine Studentenverbindung) erörtert. Im Jahr 1921 wurden auf dem 21. Kongress in Columbus, Ohio, zwei Änderungsanträge für bzw. gegen eine allgemeine Mitgliedschaft eingebracht. Drei Tage lang wurde darüber abgestimmt, bis (durch eine Stichwahl des Vertreters des Buffalo Alumni Chapters) der Änderungsantrag von Wadsworth angenommen wurde. Durch die 1922 ratifizierte Änderung wurde Delta Chi zu einer allgemeinen Studentenverbindung, deren Mitglieder nicht mehr verpflichtet waren, Jurastudenten an ihren jeweiligen Universitäten und Colleges zu sein.
Am 22. April 1929 schaffte die Delta Chi als eine der ersten internationalen Fraternities die hell week (dt. Höllenwoche) ab.

### Seit 2000
Die Delta Chi Fraternity engagiert sich im Kampf gegen den Krebs und hat sich seit 2006 mit der V Foundation for Cancer Research als internationalem Philanthropiepartner zusammengeschlossen. Delta Chi hat mehr als 130 Chapter, von denen sich über 80 % an der Spendenaktion beteiligen. Auf diese Weise wurden bereits mehr als 2 Millionen Dollar für die V Foundation gesammelt.

## Chapters
Delta-Chi-Chapter sind einzigartig in der Namensgebung. Die meisten Studentenverbindungen sind nach einem alphabetischen greek System benannt. Delta-Chi-Kapitel und -Kolonien werden nach der Institution benannt, manchmal auch durch Selbstbenennung. Daher war das erste Alpha-Kapitel das Cornell-Kapitel.

### Collegiate chapters
Hier werden lediglich die aktiven Chapter von Studenten an den Universitäten aufgeführt. Außerdem existieren noch zahlreiche sogenannte Alumni Chapter.
| Chapter            | Daten                         | Universität                                        | Ort                  | Belege        |
| ------------------ | ----------------------------- | -------------------------------------------------- | -------------------- | ------------- |
| Cornell            | October 13, 1890 – 2003; 2007 | Cornell University                                 | Ithaca, NY           |               |
| Minnesota          | 1892                          | University of Minnesota                            | Minneapolis, MN      |               |
| Michigan           | 1892–1934, 1948               | University of Michigan                             | Ann Arbor, MI        |               |
| Syracuse           | 1899–1917, 1967–1970, 2004    | Syracuse University                                | Syracuse, NY         |               |
| Ohio State         | 1902–1983, 1989–2004, 2011    | Ohio State University                              | Columbus, OH         |               |
| Washington         | 1908–2018                     | University of Washington                           | Seattle, WA          |               |
| Wisconsin          | 1921–1949, 1992–1995, 2016    | University of Wisconsin-Madison                    | Madison, WI          |               |
| Kansas             | 1923                          | University of Kansas                               | Lawrence, KS         |               |
| Iowa               | 1923–2001, 2014               | Iowa State University                              | Ames, IA             |               |
| Illinois           | 1923                          | University of Illinois                             | Champaign, IL        |               |
| Arizona            | 1925–2024                     | University of Arizona                              | Tucson, AZ           |               |
| Florida            | 1926–1941, 1946–2001, 2008    | University of Florida                              | Gainesville, FL      |               |
| Alabama            | 1927                          | University of Alabama                              | Tuscaloosa, AL       |               |
| Penn State         | 1929                          | Pennsylvania State University                      | State College, PA    |               |
| Oregon State       | 1931–2000, 2006               | Oregon State University                            | Corvallis, OR        |               |
| Miami              | 1932                          | Miami University                                   | Oxford, OH           |               |
| Lake Forest        | 1950–1966, 1997               | Lake Forest College                                | Lake Forest, IL      |               |
| Missouri           | 1951–1966, 1979–1985, 1988    | University of Missouri                             | Columbia, MO         |               |
| Auburn             | 1951–1985, 1988               | Auburn University                                  | Auburn, AL           |               |
| Lehigh             | 1952–1998, 2011               | Lehigh University                                  | Bethlehem, PA        |               |
| Florida State      | 1961–1967, 1979–1998, 2012    | Florida State University                           | Tallahassee, FL      |               |
| Mississippi State  | 1964                          | Mississippi State University                       | Starkville, MS       |               |
| Kansas State       | 1964–1981, 1994–2008, 2013    | Kansas State University                            | Manhattan, KS        |               |
| Livingston         | 1967–2006, 2011               | University of West Alabama                         | Livingston, AL       |               |
| Eastern Illinois   | 1967–2004, 2013               | Eastern Illinois University                        | Charleston, IL       |               |
| Long Beach         | 1968                          | California State University, Long Beach            | Long Beach, CA       |               |
| Jacksonville       | 1968                          | Jacksonville State University                      | Jacksonville, AL     |               |
| Valdosta           | 1968                          | Valdosta State University                          | Valdosta, GA         |               |
| Massachusetts      | 1969–2001, 2013               | University of Massachusetts Amherst                | Amherst, MA          |               |
| San Diego          | 1969–1996, 2021               | San Diego State University                         | San Diego, CA        |               |
| Oshkosh            | 1969–1980, 1986–2011, 2016    | University of Wisconsin–Oshkosh                    | Oshkosh, WI          |               |
| Tri-State          | 1969                          | Trine University                                   | Angola, IN           |               |
| Denison            | 1969–199x ?, 2003             | Denison University                                 | Granville, OH        |               |
| Whitewater         | 1970–1981, 1987–2004, 2010    | University of Wisconsin–Whitewater                 | Whitewater, WI       |               |
| Cal. Poly          | 1970–1973, 1989               | California Polytechnic State University            | San Luis Obispo, CA  |               |
| Gannon             | 1971                          | Gannon University                                  | Erie, PA             |               |
| Central Missouri   | 1971                          | University of Central Missouri                     | Warrensburg, MO      |               |
| Embry Riddle       | 1972                          | Embry-Riddle Aeronautical University Daytona Beach | Daytona Beach, FL    |               |
| Johnstown          | 1972                          | University of Pittsburgh at Johnstown              | Johnstown, PA        |               |
| Georgia Southern   | 1972–1973, 1979–1987, 2005    | Georgia Southern University                        | Statesboro, GA       |               |
| Edwardsville       | 1974–1979, 2019               | Southern Illinois University Edwardsville          | Edwardsville, IL     |               |
| SE Missouri        | 1977                          | Southeast Missouri State University                | Cape Girardeau, MO   |               |
| Marquette          | 1977                          | Marquette University                               | Milwaukee, WI        |               |
| Huntsville         | 1977                          | University of Alabama in Huntsville                | Huntsville, AL       |               |
| NE Missouri        | 1978                          | Truman State University                            | Kirksville, MO       |               |
| Texas Tech         | 1983–1992, 2006               | Texas Tech University                              | Lubbock, TX          |               |
| Augusta            | 1983                          | Augusta University                                 | Augusta, GA          |               |
| Augusta            | 1983                          | West Virginia University Institute of Technology   | Montgomery, WV       |               |
| Northern Colorado  | 1984                          | University of Northern Colorado                    | Greeley, CO          |               |
| Appalachian State  | 1986                          | Appalachian State University                       | Boone, NC            |               |
| S.W. Missouri      | 1986                          | Missouri State University                          | Springfield, MO      |               |
| Louisiana Tech     | 1987                          | Louisiana Tech University                          | Ruston, LA           |               |
| Tarleton           | 1988                          | Tarleton State University                          | Stephenville, TX     |               |
| Northern Illinois  | 1989–2005, 2011               | Northern Illinois University                       | DeKalb, IL           |               |
| Clemson            | 1990                          | Clemson University                                 | Clemson, SC          |               |
| Kent               | 1990–2010, 2019               | Kent State University                              | Kent, OH             |               |
| Montclair          | 1990                          | Montclair State University                         | Upper Montclair, NJ  |               |
| Bryant             | 1990                          | Bryant University                                  | Smithfield, RI       |               |
| Georgia Tech       | 1991                          | Georgia Institute of Technology                    | Atlanta, GA          |               |
| Fredonia           | 1991                          | State University of New York at Fredonia           | Fredonia, NY         |               |
| Virginia Tech      | 1992–2008, 2020               | Virginia Tech                                      | Blacksburg, VA       |               |
| Mankato            | 1992                          | Minnesota State University, Mankato                | Mankato, MN          |               |
| Hayward            | 1993                          | California State University, East Bay              | Hayward, CA          |               |
| Duquesne           | 1994                          | Duquesne University                                | Pittsburgh, PA       |               |
| Rowan              | 1995–2010, 2022               | Rowan University                                   | Glassboro, NJ        |               |
| Radford            | 1997                          | Radford University                                 | Radford, VA          |               |
| Alberta            | 1997                          | University of Alberta                              | Edmonton, AB         |               |
| Kettering          | 1998                          | Kettering University                               | Flint, MI            |               |
| Las Vegas          | 1998–2011, 2019               | University of Nevada, Las Vegas                    | Las Vegas, NV        |               |
| Rutgers            | 1999                          | Rutgers University                                 | New Brunswick, NJ    |               |
| Colorado State     | 2002–2012                     | Colorado State University                          | Fort Collins, CO     |               |
| South Dakota State | 2004                          | South Dakota State University                      | Brookings, SD        |               |
| William & Mary     | 2005                          | College of William & Mary                          | Williamsburg, VA     |               |
| Rhode Island       | 2005                          | University of Rhode Island                         | Kingston, RI         |               |
| George Mason       | 2008                          | George Mason University                            | Fairfax, VA          |               |
| North Alabama      | 2010                          | University of North Alabama                        | Florence, AL         |               |
| East Stroudsburg   | 2010                          | East Stroudsburg University of Pennsylvania        | East Stroudsburg, PA |               |
| Kennesaw           | 2010                          | Kennesaw State University                          | Kennesaw, GA         |               |
| Wilmington         | 2011                          | University of North Carolina at Wilmington         | Wilmington, NC       |               |
| U.S.P.             | 2011                          | University of the Sciences                         | Philadelphia, PA     |               |
| Hamilton           | 2011                          | Hamilton College                                   | Clinton, NY          |               |
| Livingston         | 2011                          | University of West Alabama                         | Livingston, AL       | [ 8 ]         |
| Case Western       | 2012                          | Case Western Reserve University                    | Cleveland, OH        |               |
| Riverside          | 2012                          | University of California, Riverside                | Riverside, CA        |               |
| Spring Hill        | 2013                          | Spring Hill College                                | Mobile, AL           |               |
| Aldelphi           | 2013                          | Adelphi University                                 | Garden City, NY      |               |
| North Georgia      | 2015                          | University of North Georgia                        | Dahlonega, GA        |               |
| Ferrum             | 2015                          | Ferrum College                                     | Ferrum, VA           |               |
| Little Rock        | 2016                          | University of Arkansas at Little Rock              | Little Rock, AR      |               |
| Edwardsville       | 2017                          | Southern Illinois University Edwardsville          | Edwardsville, IL     | [ 9 ]         |
| Kingsville         | 2018                          | Texas A&M University–Kingsville                    | Kingsville, TX       |               |
| Chico              | 28. Feb. 2018                 | California State University, Chico                 | Chico, CA            | [ 10 ] [ 11 ] |
| Delaware           | 2019                          | University of Delaware                             | Newark, DE           |               |
| San Antonio        | 2020                          | Texas A&M University–San Antonio                   | San Antonio, TX      |               |
| Denver             | 2020                          | University of Denver                               | Denver, CO           |               |
| Chapel Hill        | 2021                          | University of North Carolina at Chapel Hill        | Chapel Hill, NC      | [ 1 ] [ 12 ]  |
| Omaha              | 2022                          | University of Nebraska Omaha                       | Omaha, NE            |               |
| Temple             | 2022                          | Temple University                                  | Philadelphia, PA     |               |
| Southern Arkansas  |                               | Southern Arkansas University                       | Magnolia, AR         | [ 13 ]        |
| High Point         |                               | High Point University                              | High Point, NC       | [ 1 ]         |
| Quinnipiac         |                               | Quinnipiac University                              | Hamden, CT           |               |
| Villanova          |                               | Villanova University                               | Villanova, PA        |               |
| Anchorage          |                               | University of Alaska Anchorage                     | Anchorage, AK        | [ 14 ] [ 15 ] |